# میرسمیر

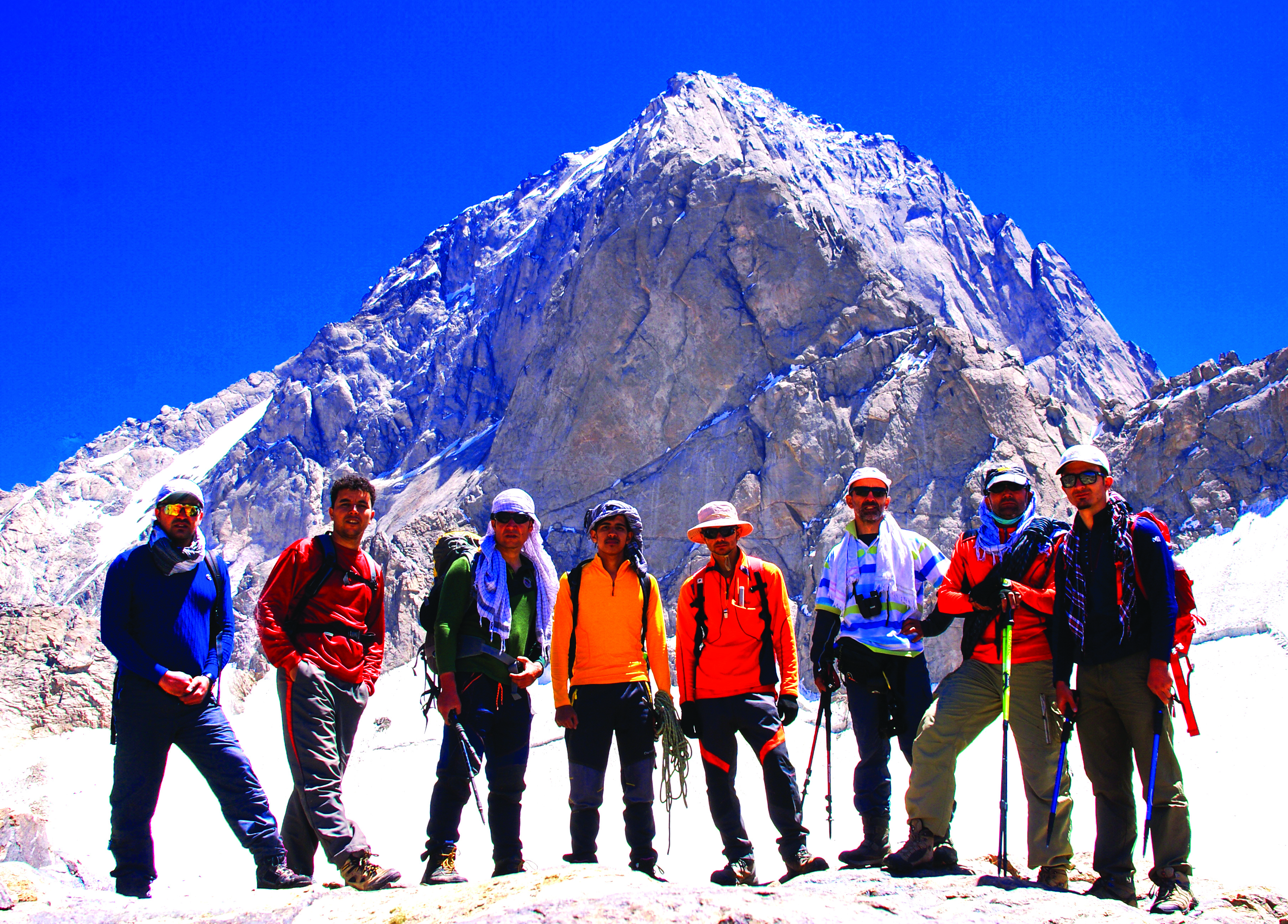
فارسی: تیم هشت نفره کوهنوردان افغان که در سال ۲۰۱۸ از هرات جهت صعود قله میرسمیر عازم پنجشیر شده بودند.

قله پنج ضلعی میرسمیر یکی از قله‌های پنج هزارمتری هندوکش مرکزی در ولسوالی پریان ولایت پنجشیر افغانستان است. ارتفاع قله این کوه ۵۸۰۹ متر بلندتر از سطح بحر قرار دارد. اطراف کوه را یخچال‌های طبیعی با صدها متر ضخامت احاطه کرده که نزدیک شدن به کوه را دشوارتر کرده‌است.
قله این این کوه شکل مخروطی را به خود گرفته‌است به همین دلیل تا کنون هیچ شخص یا کوهنوردی موفق به صعود دیواره‌های بلند این کوه و فتح قله نشده‌است. 